# 쌕쌔기
쌕쌔기는 여치과에 속하는 곤충이다. 학명은 Conocephalus chinensis이다. 한국·일본·중국·러시아 등지에 분포한다.
몸길이 25mm 정도이고 몸은 가늘고 길며, 얼굴은 옆에서 보면 뚜렷이 경사져 있고, 앞쪽은 가늘고 길다. 몸 빛깔은 전체적으로 연한 녹색이거나 황녹색이고, 앞가슴은 갈색을 띤다. 앞날개는 가늘고 길며 옅은 녹색이고, 머리와 가슴의 등쪽에 갈색 줄무늬가 있다. 수컷의 배는 가늘고 길며 원뿔 모양이다. 암컷의 산란관은 매우 짧다.
평지에서는 초여름과 가을에 두 번, 산지에서는 여름에 한 번 발생한다.